# Donja Šumetlica
Donja Šumetlica je naselje u Republici Hrvatskoj u Požeško-slavonskoj županiji, u sastavu grada Pakraca.

## Zemljopis
Donja Šumetlica se nalazi istočno od Pakraca, na sjeverozapadnim obroncima Psunja.

## Stanovništvo
Prema popisu stanovništva iz 2011. godine Donja Šumetlica je imala 6 stanovnika.
| broj stanovnika | 110   |       |       | 117   | 134   | 180   | 150   | 175   | 102   | 113   | 136   | 114   | 81    | 65    | 4     | 6     | 4     |
|                 | 1857. | 1869. | 1880. | 1890. | 1900. | 1910. | 1921. | 1931. | 1948. | 1953. | 1961. | 1971. | 1981. | 1991. | 2001. | 2011. | 2021. |